# Piaskowiec wąchocki
Piaskowiec wąchocki – dolnotriasowy piaskowiec wydobywany w kilku kamieniołomach w okolicach Wąchocka, w województwie świętokrzyskim, w Polsce.

## Skład mineralogiczny
Głównym minerałem budującym piaskowiec wąchocki jest kwarc. Spoiwo ilasto-żelaziste, krzemionkowo-żelaziste, krzemionkowo-ilaste lub podobne. Występują w nim okruchy skał krzemionkowo-żelazistych i wylewnych, a także agregaty kaolinowe, hematyt, cyrkon, turmalin, rutyl i łyszczyki.

## Geneza i paleontologia
Piasek, z którego powstał piaskowiec wąchocki, pochodzi z istniejącej ok. 250-240 milionów lat temu, w olenku (w stratygrafii lokalnej w pstrym piaskowcu), pustyni z ruchomymi wydmami, znajdującej się w rejonie zwrotnika Raka. Panował na niej klimat zwrotnikowy kontynentalny suchy, który sprzyjał utlenianiu się żelaza, co nadało piaskowcowi charakterystyczną barwę. Pod koniec wczesnego triasu pustynia ta została zalana przez morze.
Na dolnych powierzchniach ławic sporadycznie można zaobserwować ślady opływania, wleczenia i działalności organizmów żywych. Na górnych powierzchniach ławic spotyka się ślady żerowania.

## Cechy fizyczne
Piaskowiec wąchocki posiada strukturę średnioziarnistą; barwę ciemnowiśniową. Jest twardy i odporny na wietrzenie oraz warunki atmosferyczne. Trudniejszy w obróbce od innych piaskowców.
Podobny jest do pochodzącego z tego samego okresu, nieco starszego piaskowca tumlińskiego.

## Historia
Początek eksploatacji sięga XII w. Współcześnie większość złóż jest nieczynnych, a wydobycie prowadzi się jedynie w niewielkich łomach, na niewielką skalę.

## Zastosowanie

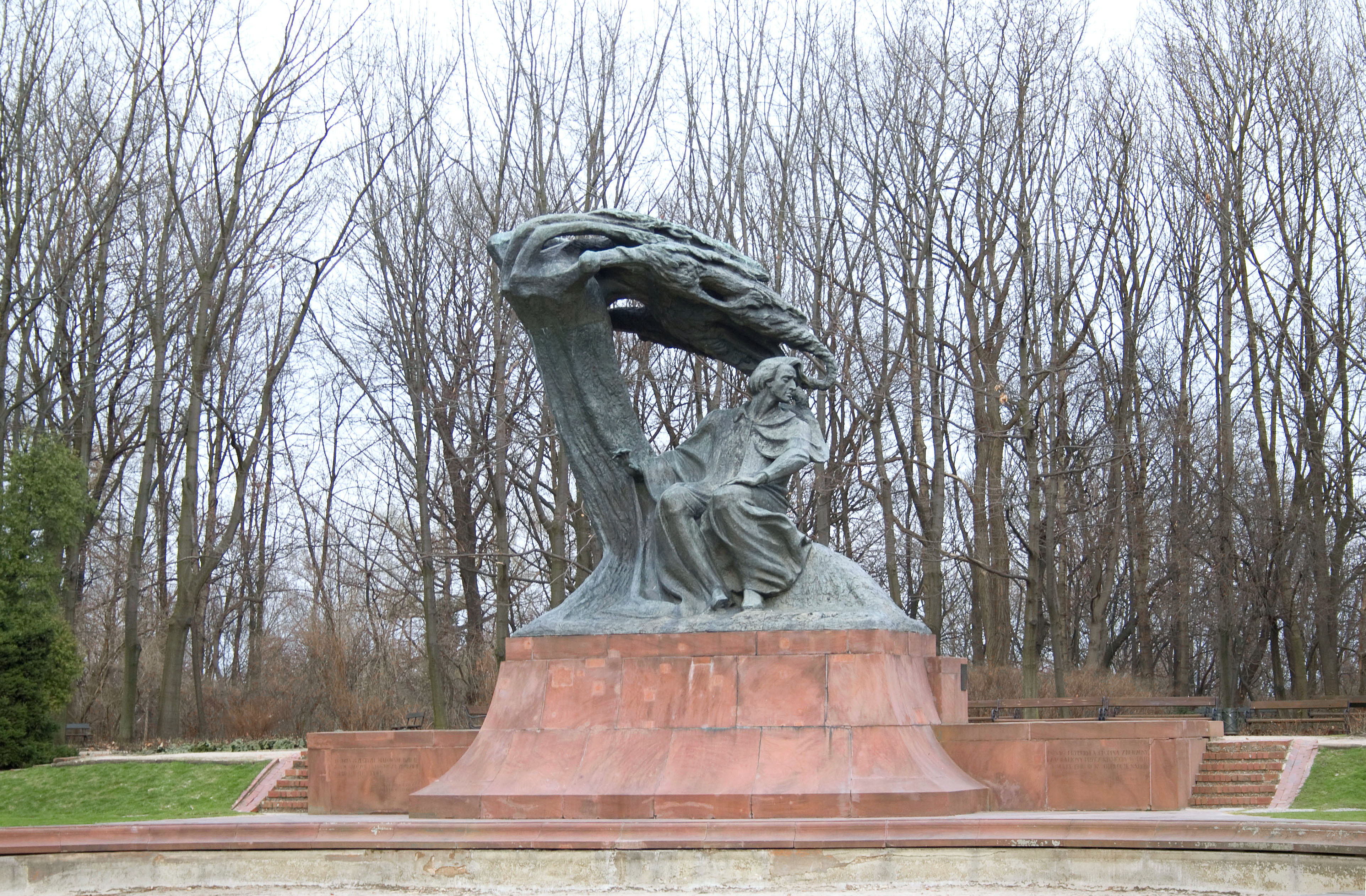
Cokół pomnika Fryderyka Chopina w Warszawie

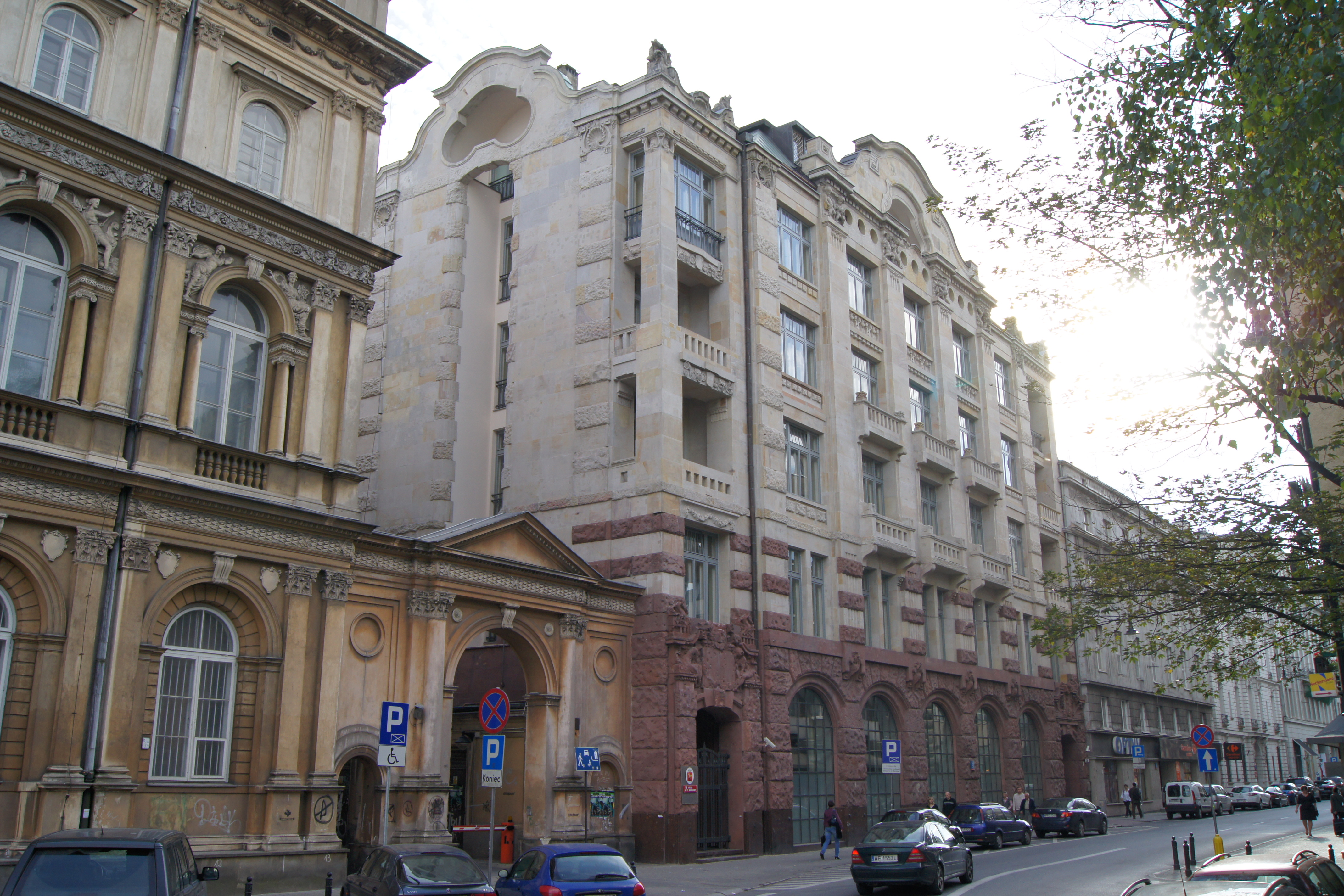
Fasada gmachu Towarzystwa Zakładów Gazowych (czerwone płytki)

Piaskowiec wąchocki stosuje się w budownictwie jako kamień budowlany i dekoracyjny.

### Przykłady zastosowania
Wybrane obiekty, w których wykorzystany był piaskowiec wąchocki:
- Bazylika na Świętym Krzyżu
- Warszawa:
  - pomnik Fryderyka Chopina – cokół
  - gmach Towarzystwa Zakładów Gazowych – fasada
  - nagrobki na Cmentarzu Powązkowskim
- Wąchock – Opactwo Cystersów – mury obwodowe, kapitularz, konstrukcja krzyżowo-żebrowa sklepienia późnoromańskiego